# Blå huset
Blå huset (koreanska: 청와대; Hanja: 靑瓦臺; Cheongwadae; bokstavligen "pavilion of blue tiles") var det officiella residenset och primära arbetsplatsen för Sydkoreas president. Fram till Yoon Suk-yeols presidenttillträde användes det blå huset som presidentens residens och arbetsplats. Komplexet ligger i norra delen av centrala Seoul, i anslutning till det gamla palatset Gyeongbokgung från Joseoneran. Området består av fyra primära byggnader som täcker ett område på 62 hektar. Den 9 maj 2022 stängdes komplexet som presidentens officiella residens. Det blå huset kommer förvandlas till en offentlig park. 

## Historia
Platsen var en park till palatset som Joseondynastin (1392–1910) byggde där. Efter att ha blivit annekterat av Japan byggdes generalguvernörens bostad på denna plats 1910. 1939 byggdes ett nytt palats för generalguvernören.
I och med bildandet av landet Sydkorea 1948 valde landets president Syngman Rhee att göra den byggnaden till sitt officiella residens, han kallade byggnaden "Gyeongmudae". Detta blev det officiella namnet 1960 i samband med Yun Bo-seon blev president.